# Seman
Seman är ett vattendrag i Albanien. Det ligger i den centrala delen av landet, 70 km sydväst om huvudstaden Tirana.
Trakten runt Seman består till största delen av jordbruksmark.  Runt Seman är det ganska tätbefolkat, med 199 invånare per kvadratkilometer.